# オヤマボクチ
オヤマボクチ（雄山火口、Synurus pungens） はキク科ヤマボクチ属の多年草。アザミ類であるが、山菜として「ヤマゴボウ」と称される。「ごんぼっぱ」「ごぼうっぱ」「ごぼっぱ」と呼ぶ地方もある。山梨県では「ウラジロ」、東京都檜原村では「ネンネンボウ」とも呼ぶ。語源は、茸毛（葉の裏に生える繊維）が火起こし時の火口（ほくち）として用いられたことから。

## 特徴
高さが1 - 1.5メートルになる大型の夏緑多年草である。
花期は9月 - 10月。頭花には長い柄があり、紫色の筒状花を下向きに付ける。

## 分布
北海道及び本州の中部地方以東。

## 利用
根は漬け物にするなどして食べられる。また、氷餅の副原料として利用するほか、長野県飯山市の富倉そばでは、茸毛をつなぎに使っている。
原料としてヨモギの代わりにオヤマボクチの葉を用いることもあり、新潟県の笹団子や山梨県のうらじろまんじゅう、東京都檜原村の草餅で利用される。
福島県では地域特産品の凍み餅の原料として利用される。しかし、2011年の東京電力福島第一原子力発電所の事故により、福島県での採取不可能になったため、他県のものを購入する状況となっている。

## 栽培
長野県や新潟県などでは栽培も行われている。種子は市販されていない。

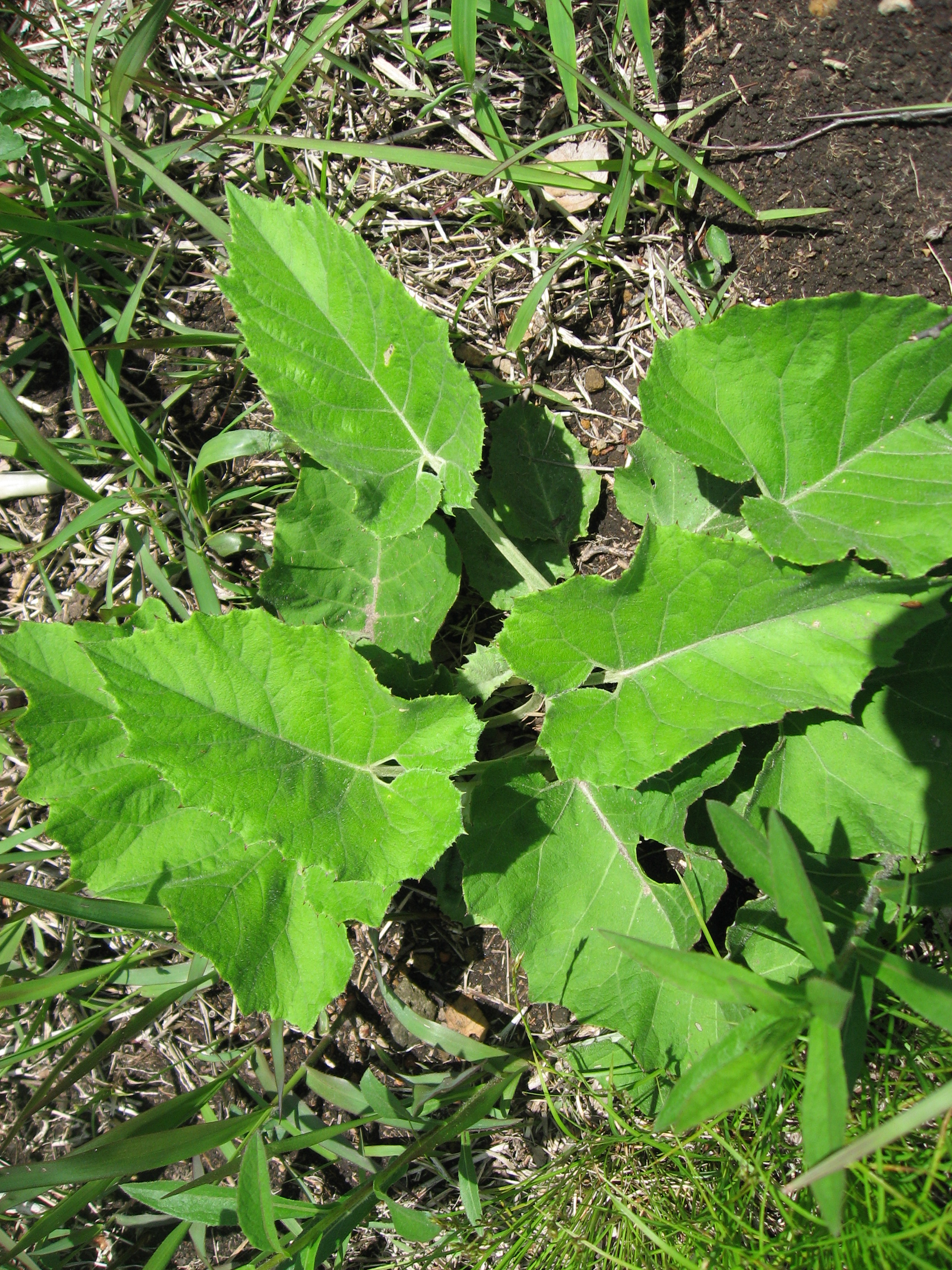
オヤマボクチの若葉